# 精密工学
精密工学（せいみつこうがく、英語：precision engineering）とは、高精度な機械を実現するための知識や諸原則についての研究を行う工学の一分野である。
ものづくりを研究する学問であり、設計、生産、加工、計測、兵器、メカトロニクス、人、環境を主な対象領域としている。近年では、医用工学にも力を入れている。
精密工学会の学会紹介によれば、設計・生産システムではライフサイクルエンジニアリング，製品・製造・形状モデリング，設計論・設計支援，CAD/CAM/CAE，ラピッドプロトタイピング・機能形状創成，スマートエンジニアリング，生産計画・管理，デジタルエンジニアリングがある。
精密加工分野においては、切削加工・砥粒加工，プラナリゼーション・CMP，放電・エネルギービーム加工，射出成形加工，表面処理・機能薄膜創製，マイクロ・ナノ加工の領域を扱う。
メカトロニクス分野においては、マイクロ/ナノシステム，ロボティクス，精密・超精密位置決め，工作機械の高速・高精度化，アクチュエータ，機構・要素・機能材料のカテゴリーを対象としている。
精密計測においては、画像応用計測，光応用計測，三次元測定，粗さ・表面形状計測，知的精密計測，走査型/プローブ顕微鏡，インプロセス計測，マイクロ・ナノ計測を扱う。
人・環境分野においては、人間工学，福祉工学，医用工学，生体計測，エコマシニング技術，サービス工学，技術・技能を研究対象としている。

## 精密とは
「精密」の定義は、ひとにより異なるが、元々は「精度が高いこと」「ばらつきが小さい」ことを指す。
広範囲な分野を扱うため、定義は一定していない。
東京大学精密工学専攻(旧造兵学科)の案内では「精密工学は、マイクロ化と知能化により、機械の性能を極限まで高める工学分野です」としている。
東京工業大学精密工学研究所(精研)の紹介においては「精研は機械工学、制御工学、電子工学、情報工学、材料工学といった広範な研究分野の教員から構成されていることが特徴です。」とされている。
中央大学精密工学科・精密工学専攻の紹介では「ミクロな挙動を解明するための科学、それを計測する技術、ナノ・マイクロ精度を実現するための製造技術、制御技術といった個々の要素技術を精密化するだけでなく、それらを横断的に統合するためのシステム化技術が重要となります。」と案内されている。
東海大学精密工学科においては「ロボットの運動機構や知能化などを学ぶ『ロボット･メカトロニクス』、微小な世界に適した精密･超精密技術を学ぶ『マイクロ･ナノテクノロジー』、もの作りを支える基盤技術を学ぶ『アドバンストプロセシング』の3つの分野があると紹介されている。

## 対象領域
- 兵器工学
- 設計工学
- 機械加工
- マイクロマシン
- ナノテクノロジー
- 計測工学
- ロボット工学
- 医用工学